# The Poison
The Poison je debutové album velšské skupiny Bullet for My Valentine, které bylo vydané společností Visible Noise Records ve Velké Británii 3. října 2005. Alba se prodalo 1 200 000 kopií po celém světě a získalo mnoho příznivých recenzí od kritiků.[zdroj?]

## Seznam skladeb
Všechny texty byly napsané zpěvákem Matthewem Tuckem.
1. „Intro“ (feat. Apocalyptica) – 2:22
2. „Her Voice Resides“ – 4:17
3. „4 Words (To Choke Upon)“ – 3:43
4. „Tears Don't Fall“ – 5:48
5. „Suffocating Under Words of Sorrow (What Can I Do)“ – 3:35
6. „Hit the Floor“ – 3:30
7. „All These Things I Hate (Revolve Around Me)“ – 3:45
8. „Room 409“ – 4:01
9. „The Poison“ – 3:39
10. „10 Years Today“ – 3:55
11. „Cries in Vain“ – 3:56
12. „Spit You Out“ – 4:07
13. „The End“ – 6:48

## Obsazení
- Matthew Tuck – zpěv, kytara
- Michael „Padge“ Paget – kytara, doprovodný zpěv
- Jason „Jay“ James – baskytara, zpěv
- Michael „Moose“ Thomas – bicí